# Zymochalara
Zymochalara is een geslacht van schimmels behorend tot de familie Pezizellaceae.  

## Soorten
Volgens Index Fungorum telt het geslacht twee soorten (peildatum oktober 2023):
| Soortnaam            | Auteur(s)                     | Publicatiejaar |
| -------------------- | ----------------------------- | -------------- |
| Zymochalara cyatheae | Guatim., R.W. Barreto & Crous | 2016           |
| Zymochalara lygodii  | Guatim., R.W. Barreto & Crous | 2016           |